# Avenir sportif de La Marsa
Pour les articles homonymes, voir ASM.
L'Avenir sportif de La Marsa (arabe : المستقبل الرياضي بالمرسى) ou ASM est un club omnisports tunisien basé à La Marsa.
Fondé le 22 février 1939 par M'hamed Zaouchi sous le nom originel d'Avenir musulman, il comprend notamment une section de football. Elle remporte la coupe de Tunisie en 1961, seulement deux ans après sa première accession en division nationale. L'équipe  masculine est de niveau variable suivant les années, évoluant en Ligue I en 2011-2012, 2016-2017 et 2023-2024.
En 2011, après la révolution qui touche le pays, a lieu le premier scrutin libre et démocratique pour l'élection de l'équipe dirigeante.
De nos jours, le club comporte onze sections : football, basket-ball, volley-ball, handball, water-polo, natation, tennis, pétanque, athlétisme, lutte libre, lutte gréco-romaine et padel ; il y avait aussi historiquement une section de boxe qui a disparu.

## Mascotte et surnom
Le symbole du club est une chamelle nommée Fethia. Cet animal, qui figure aussi sur le blason de la ville de La Marsa et dont une statue en bronze est installée sur un rond-point de la ville, est une référence à la présence d'une chamelle tournant la noria d'un puits dans la cour d'un célèbre café maure et restaurant appelé Saf Saf : la première chamelle (et toutes les suivantes) s'appelait Fethia, dès l'ouverture de l'établissement construit autour du puits et d'un grand peuplier (qui se dit safsaf en arabe, d'où le nom) par un Tunisois de confession juive appelé Cheikh Fethi, avant même la fondation de la municipalité de La Marsa (en 1912).
Quel soit le sport, il est courant d'appeler la sélection Gnawiya,, qui désigne le gombo en arabe tunisien en référence à la couleur verte des uniformes et à une recette de sauce de petits gombos à la viande qui est une spécialité de la ville.

## Écusson

Logo ancien.
Logo actuel.

## Présidents
- M'hammed Zaouchi (1939-1955)
- Othman Ben Othman (1955-1956)
- Belhassen Aouij (1956-1957)
- Béji Mestiri (1957-1959)
- Chedly Hassouna (1959-1964)
- Slim Tlili (1964)
- Ali Kallel (1965-1966)
- Chedly Hassouna (1966-1968)
- Abdellatif Dahmani (1968-1971)
- Ali Bouzaiane (1971-1972)
- Mondher Ben Ammar (1972-1977)
- Abdellatif Dahmani (1977-1978)
- Hédi Mehrezi (1978-1979)
- Mondher Ben Ammar (1979-1980)
- Hammouda Belkhouja (1980-1982)
- Mondher Ben Ammar (1982-1985)
- Abderrahman Oueslati (1985-1988)
- Hammouda Belkhouja (1988-1990)
- Tijani Meddeb (1990-1992)
- Mahmoud Azzouz (1992-1994)
- Khaled Bach Hamba (1994-1996)
- Jalel Gherab (1996-1998)
- Manef Mellouli (1998-1999)
- Mahmoud Azzouz (1999-2001)
- Brahim Riahi (2001-2006)
- Mondher Mami (2006-2008)
- Montassar Meherzi (2008-2010)
- Hammouda Louzir (2011)
- Maher Ben Aïssa (2011-2017)[11]
- Taoufik Ben Ncib (2017- )[12]